# Линье (озеро)
Ли́нье (бел. Лі́нне) — озеро в Ушачском районе Витебской области Белоруссии. Относится к бассейну реки Ушача.

## Описание
Озеро Линье расположено в 9 км к северо-западу от городского посёлка Ушачи. К юго-западу находится деревня Матырино, к юго-востоку — деревня Заозерье. Севернее водоёма расположено озеро Солонец, южнее — озеро Матырино.
Площадь поверхности озера Линье составляет 0,083 км². Длина — 0,49 км, наибольшая ширина — 0,25 км. Длина береговой линии — 1,19 км. Наибольшая глубина — 3,1 м, средняя — 1,37 м. Объём воды в озере — 0,11 млн м³.
Озеро окружено заболоченной поймой, поросшей кустарником. Берега низкие, также поросшие кустарником.
В озеро Линье впадают два небольших ручья. Вытекают также два ручья, один из которых впадает в озеро Матырино, другой — в реку Ушача.